# Crane, Texas
Crane là một thành phố thuộc quận Crane, tiểu bang Texas, Hoa Kỳ. Năm 2010, dân số của xã này là 3353 người.

## Dân số
- Dân số năm 2000: 3191 người.
- Dân số năm 2010: 3353 người.